# Левкович, Елизавета Николаевна
Елизавета Николаевна Левкович (1900—1982) — советский учёный-вирусолог. Профессор. Доктор медицинских наук (1944). Первооткрыватель клещевого энцефалита (1937) и один из разработчиков вакцины.

## Биография

Открытие энцефалита, 1937 год. Е. Н. Левкович — справа

Родилась в Смоленской губернии в семье рабочего. Окончила гимназию (с золотой медалью) и Астраханский медицинский институт (1925).
Год работала в Москве врачом-стажером больницы им. Боткина затем — в г. Грозный заведующей эпидотрядом и врачом-лаборантом областной лаборатории.
С 1928 г. аспирант, затем научный сотрудник Микробиологического института Наркомздрава СССР (Москва).
В 1935 г. при институте Мечникова была организована лаборатория вирусологии. В этой лаборатории Е. Н. Левкович возглавила в 1936 г. отделение нейротропных вирусов.
Участница дальневосточной экспедиции Наркомздрава СССР 1937 года по изучению неизвестного инфекционного заболевания центральной нервной системы. Первооткрыватель клещевого энцефалита (1937) и один из разработчиков вакцины.
С 1946 по 1970 г. возглавляла лабораторию энцефалитов, которая первоначально была в Институте вирусологии им. Д. И. Ивановского АМН СССР, а с 1960 г. переведена в Институт по изучению полиомиелита.

Участники первой экспедиции, 1937 год. В центре — Л. А. Зильбер, слева от него — Е. Н. Левкович.

С 1970 до февраля 1982 г. научный консультант Института.
Похоронена на 5 участке Введенского кладбища в Москве.

## Награды и звания
- Сталинская премия I степени (13 марта 1941) — за открытие в 1939 году возбудителей заразных заболеваний человека, известных под названием «Весенне-летний и осенний энцефалиты» и за разработку успешно применяемых методов их лечения, одобренных Наркомздравом СССР
- Отличник здравоохранения (1941)
- Заслуженный деятель науки РСФСР
- Орден «Знак Почета»
- Медаль «За трудовую доблесть в Великой Отечественной войне»
- Медаль «За доблестный труд»
- Премия имени Д. И. Ивановского (1960) — за комплекс работ по клещевому энцефалиту